# Lepanthes melanocaulon
Lepanthes melanocaulon är en orkidéart som beskrevs av Rudolf Schlechter. Lepanthes melanocaulon ingår i släktet Lepanthes och familjen orkidéer. Inga underarter finns listade i Catalogue of Life.